# 圓乘健介
圓乘 健介（えんじょう けんすけ、1993年8月23日 - ）は、大阪府豊中市出身のサッカー選手。ポジションはMF。

## クラブ歴
ガンバ大阪ジュニアユースから滋賀県立野洲高等学校、大阪経済大学に進んだ。
2016年に奈良クラブで選手となったが、1年で契約満了となった。翌年、タイ・リーグ3のシンブリー・バングラジュンFCに移籍。
その後、NKビストリツァ、FKアウダ、ストミール・オルシュティン、NKトミスラヴ・ドルニェとヨーロッパのクラブを渡り歩いた。
2022年6月よりソサイチリーグ関西1部のプラムワンに加入。同時期にYoutubeでの活動も開始した。
2023年1月からはプラムワンと並行してKONAMIが運営するインフルエンサーサッカーチームWINNER'Sにも加入。直後にソサイチアジア大会出場が決まった日本選抜の選考会を経て代表入りし、チームは優勝したが怪我の影響で出場機会も少なく不完全燃焼に終わるも、9月にメキシコで開催されるソサイチ世界大会に電撃参戦が決まった日本代表に再選出された。